# Маркова църква
 Тази статия е за тиквешката църква.  За велешката църква, известна и като Маркова църква, вижте Свети Марко (Велес).  
„Свети Никола“, известна като Маркова църква (на македонска литературна норма: Маркова црква, „Свети Никола“), е средновековна пещерна православна църква, разположена край тиквешкото село Драдня, в южната част на Северна Македония. Смята се, че църквата е изградена и изписана в XIV век.

## Архитектура
Църквата се намира на около 1,5 km югозападно от село Драдня, в суха пещера, оформена в стръмна скала. Пещерата е дълбока около 20 m и висока около 9 m. Църквата е разположена на две нива и се състои от приземен дял, служел за живеене, и етаж – капела, към който се изкачва с дървени стълби от вътрешната страна на пещерата. Входът е висок около 1,25 m.
Църквата е еднокорабна, зидана от ломен камък с различни големини и форми, отчасти дялан бигор. За засводяване на покривната сводна конструкция и за плитките ниши е използван бигор. За свързване е използван варов хоросан. Храмът е тесен и висок – ширината му се нанася два пъти в дължината и три пъти във височината. Запазени са зидът на западната фасада, северният и отчасти южният. Църквата е със западната фасада към затворения дял, а източната към отворения дял от пещерата.

## Живопис
Иконографската програма е според размерите на църквата. Изписани са и етажът, и приземието. В нишата на западната фасада, над входа се намира образът на Свети Никола, на когото е посветена църквата. От другите светии се разпозванат Свети Никанор, евангелистът Йоан и фрагменти от композицията Исус Христос Емануил. На западната стена от вътрешната страна е изобразена композицията Успение Богородично, един неразпознат светец, може би Свети Пантелеймон и композицията „Преображение“. На северната стена се разпознават млад светец, вероятно Свети Кузман, Дейсис и сцени от живота на Свети Никола. Стилистичният и сравнителен анализ на живописта говори, че тя е от XIV век.
В приземния дял има частично запазен надпис, съвременен на изграждането и изписването на църквата, но от него не може да се заключи точната дата на построяването и изписването. В надписа се споменават „архиерей“, „игумен“ и „войвода“, чиито имена не се четат добре.